# Berhanu Bogale
Berhanu Bogale (27 de fevereiro de 1986) é um futebolista profissional etíope que atua como defensor.

## Carreira
Berhanu Bogale representou o elenco da Seleção Etíope de Futebol no Campeonato Africano das Nações de 2013.